# Otto Lev Stanovský
Otto Lev Stanovský (8. listopadu 1882 Slatina – 5. prosince 1945 Praha) byl český římskokatolický kněz, vychovatel synů Františka Ferdinanda d'Este, rektor pražského kněžského semináře a autor řady skladeb duchovní hudby. Po smrti kardinála Kašpara v roce 1941 byl spolu s Msgre. Bořkem-Dohalským jedním z předních kandidátů na úřad pražského arcibiskupa. Byl hluboce zbožný, mimořádně schopný, výborný vychovatel, přesný v zachovávání liturgických předpisů i v jiných věcech, nadaný hudebník a výborný zpěvák.

## Život
Narodil se ve Slatině čp. 55 jako syn krejčího a domkáře Jozefa Stanovského a jeho manželky Amálie rozené Gebauerové. Kromě staršího bratra Rainera (* 1879) měl ještě bratra Oskara (* 1884), sestru Rosu (* 1886), sestru Irmu (Olgu) a osm dalších sourozenců. V roce 1885 se rodina přestěhovala do domu čp. 14 v téže vesnici.
Vystudoval gymnázium v Roudnici nad Labem a již v průběhu studia vstoupil do kapucínského řádu. Po maturitě vstoupil do kněžského semináře v Litoměřicích, kde také 15. července 1906 přijal kněžské svěcení v katedrále sv. Štěpána. Jako kněz působil v letech 1906-1907 v Mnichově Hradišti, kde byl kaplanem; dále v Liblicích a v Semilech, kam byl jmenován kaplanem od 15. února 1909. Následně téhož roku odešel do vídeňské koleje Frintaneum na vyšší teologická studia a po třech letech tam strávených se vrátil do své diecéze, kde byl ustanoven vicerektorem studentského konviktu v Mladé Boleslavi.
Později se od roku 1913 na doporučení litoměřického biskupa Josefa Grosse stal vychovatelem synů Františka Ferdinanda d'Este, princů Maximiliána a Arnošta (toto období jeho života připomíná i fotografie, kterou je možné zhlédnout při prohlídce třetího okruhu zámku Konopiště, na níž učí bruslit děti následníka trůnu na rybníku pod zámkem). Když byl spolu se svými svěřenci na zámku ve Chlumu u Třeboně, přijal 28. června 1914 telefonicky zprávu o úmrtí jejich rodičů při sarajevském atentátu. Od roku 1919 je v katalozích uváděn s titulem Monsignore, jako komoří papeže Benedikta XV.
V roce 1924 jej arcibiskup Kordač jmenoval svým sekretářem a později ředitelem vysokoškolské koleje Arnošta z Pardubic v Praze, následně se Stanovský stal vicerektorem pražského kněžského semináře. K 31. prosinci 1926 byl exkardinován z litoměřické diecéze a zároveň inkardinován do pražské arcidiecéze. V roce 1929 byl jmenován jeho rektorem (tuto funkci vykonával do roku 1932). Stal se kanovníkem vyšehradské kapituly (únor 1933) a pražské metropolitní kapituly (1934). Působil také jako národní předseda Díla šíření víry.
Když v roce 1938 zemřel předseda Říšského ústředí svazů katolické charity v ČSR Jan Stavěl, byl Stanovský jmenován jeho nástupcem. V polovině června 1942 jej kontaktoval představitel pravoslavné církve Jan Sonnevend a bez sdělení dalších podrobností jej požádal o ukrytí několika pronásledovaných osob v některém z katolických kostelů; Stanovský jej upozornil, že katolické kostely jsou velmi bedlivě hlídány gestapem, a proto žadatel na svém požadavku netrval a už ho více nekontaktoval. Později se ukázalo, že se jednalo o ukrytí sedmi parašutistů, kteří v rámci operace Anthropoid spáchali atentát na Reinharda Heydricha, a 3. července 1942 v 5 hodin ráno byl Stanovský zatčen gestapem.
Za to, že o požadavku na ukrytí pronásledovaných osob neinformoval úřady, byl 28. prosince 1942 (podle jiných zdrojů 29. ledna 1943) odsouzen k trestu smrti a odvezen do věznice Plötzensee, kde očekával popravu. Po četných intervencích (zejména ze strany berlínského nuncia Msgre. Orseniga) mu byl trest smrti změněn na osmiletý žalář. Později byl převezen do Straubingu, kde byl nějaký čas držen v kobce na seně a přikován řetězem. Jeho sestra Irma, která mu před jeho zatčením vedla domácnost, byla později také zatčena a následně odvezena na nucenou práci do Hennigsdorfu u Berlína, kde pracovala v muniční továrně (do Prahy pak dorazila až 22. června 1945).
Po skončení druhé světové války se vrátil do Prahy a pokračoval v činnosti kanovníka a předsedy Charity. Na veřejnosti však vystoupil prakticky jen jednou, když 24. června 1945 přivezl ze Staré Boleslavi do Prahy Palladium země české na slavnosti, které se konaly jako poděkování Panně Marii za ochranu země a osvobození Československa. Pravděpodobně v důsledku věznění koncem roku 1945 zemřel. Byl pohřben v kanovnickém hrobě na břevnovském hřbitově.

## Dílo (výběr)
- Čtvero „Pange lingua“ – pro lid a varhany
- Pastýřko chudá – píseň k svaté Bernadetě (slova Vladimír Hornof)
- Pokoj věčný – mešní píseň za věrné zemřelé (slova Vladimír Hornof)
- Smiluj se, Otče věčný – mešní píseň k blahoslavené Anežce Přemyslovně (slova Vladimír Hornof)
- Zdrávas Panno, koruno všech svatých – mešní píseň k Panně Marii (slova Vladimír Hornof)
- In Dominicis inpra aunum
- O Sanctissima! (Jak se zpívá v Konopišti)
- Missa pro defunctis – pro čtyřhlasý mužský sbor
- Missa IX. – In Festis B. Mariae Virginis I. Cum Jubilo